# 三大管理咨询公司
三大管理咨询公司（Big Three Management Consultancies）是指全球营业额最高的三家管理咨询公司。同时，他们也被认为是行业里最负盛名的雇主。 麦肯锡公司以年营业额80亿美元位居首位，波士顿咨询公司以年营业额50亿美元位居第二，贝恩策略顾问公司以年收营业额20亿美元位居第三。根据这三家公司首字母及公司排序，三大管理咨询公司也被略称为。

## 组成公司
一般公认的三大管理咨询公司是指：麦肯锡公司、波士顿咨询公司和贝恩策略顾问公司。他们的最新数据如下：
| 公司名           | 雇员数（2014年） | 营业额（2014年） | 每员工营收  | 营业额（2013年） | 趋势  | 办事处数 | 总部                   |
| ---------------- | ---------------- | ---------------- | ----------- | ---------------- | ----- | -------- | ---------------------- |
| 麦肯锡公司       | 17,000           | 83亿美元         | 488,235美元 | 80亿美元         | 3.8%  | 100+     | 美国纽约州纽约市       |
| 波士顿咨询公司   | 10,500           | 45.5亿美元       | 433,333美元 | 39.5亿美元       | 15.2% | 80+      | 美国马萨诸塞州波士顿市 |
| 贝恩策略顾问公司 | 5,700            | 21亿美元         | 380,702美元 | 20.9亿美元       | 3.6%  | 50+      | 美国马萨诸塞州波士顿市 |

### 麦肯锡公司
麦肯锡公司于1926年由詹姆斯·麦肯锡在美国芝加哥创建。历经多年发展，截止2014年，该公司已经在60个不同的国家或地区建立了104个办事处。 麦肯锡公司自2002年以来，连续14年被美国职业情报网站列为“最佳咨询公司”第一名。 麦肯锡公司目前为财富1000强企业中的三分之二提供服务。该公司的专业领域包括：管理、组织、运营和IT。

### 波士顿咨询公司
波士顿咨询公司于1963年成立，由布鲁斯·亨德森创建。布鲁斯·亨德森毕业于范德堡大学和哈佛大学商学院，曾经是一名《圣经》销售员。波士顿咨询公司目前在全球48个国家或地区拥有88个办事处，雇员超过1.2万人。 该公司自2001年来，一直位列咨询杂志的“最佳雇员公司”名单内。 他们的专业领域包括企业的发展、增长与创新。

### 贝恩策略顾问公司
贝恩策略顾问公司是三大管理咨询公司中最年轻和最小的一家，该公司于1973年由比尔·贝恩率领的十名波士顿咨询公司的成员而组成。目前，贝恩公司在全球34个不同的国家或地区拥有53个办事处。 贝恩策略顾问公司首开私募股权咨询，其公司合伙人创建了贝恩资本基金，目前由米特·罗姆尼领导。他们的专业领域包括私募股权、兼并与收购、零售。 目前贝恩公司被Glassdoor网站评为“最佳工作场所”第一名，同时还在排名和的“最佳咨询类雇主”排名中领先。